# Kastell Tihău
Kastell Tihău war ein römisches Hilfstruppenlager auf dem Dorfgebiet von Tihău, Gemeinde Surduc, Kreis Sălaj in Rumänien. Gemeinsam mit insgesamt 277 Stätten des Dakischen Limes wurde das Kastell Tihău 2024 zum UNESCO-Weltkulturerbe erhoben.

## Lage
Im heutigen Siedlungsbild liegt das Bodendenkmal etwa zwei Kilometer nördlich des Dorfes in der Flur „Cetate“ am Ende eines Höhenrückens im Bereich der Mündung des Baches Briglez in den Fluss Someș. Der Kastellplatz lässt sich durch einen sichtbaren Erdwall deutlich im Gelände wahrnehmen. In antiker Zeit hatte die Kastellbesatzung die Aufgabe, die Schifffahrt auf dem Someș und den Landverkehr auf der nach Norden ins Barbaricum führenden Straße zu überwachen. Der antike Name des Kastells ist unbekannt.

## Archäologische Befunde
Bei archäologischen Ausgrabungen im Jahre 1958 unter der Leitung von Mihai Macrea und Dumitru Protase, die 1999 durch den niederländischen Archäologen Jan Kees Haalebos und andere mit geophysikalischen Methoden ergänzt wurden, gelang es zwei Bauphasen zu differenzieren.

### Holz-Erde-Lager

Grundriss und Befunde des Steinkastells, Nach Protase (1994).

Das erste Kastell wurde in Holz-Erde-Bauweise durch eine Vexillation der Legio XIII Gemina in der frühen Phase der römischen Okkupation Dakiens (106 bis 110) errichtet. Es hatte einen rechteckigen Grundriss von vermutlich 128 m mal 138 m, was einer Grundfläche von knapp 1,77 Hektar entspricht. Seine Ecken waren in die vier Himmelsrichtungen ausgerichtet. Umwehrt war es von einer 7,50 m mächtigen und 1,20 m hohen Holz-Erde-Mauer.

### Steinkastell
Zu einem bislang nicht geklärten Zeitpunkt wurde das Holz-Erde-Lager durch ein Steinkastell ersetzt. Dieses besaß einen rechteckigen Grundriss mit abgerundeten Ecken, seine Achsen betrugen 129 Meter mal 144 Meter, entsprechend einer Grundfläche von 1,9 Hektar. Seine Ausrichtung entsprach der vorausgegangenen Bauphase. Bewehrt war das Kastell mit einer 1,80 m mächtigen Mauer in der Technik des Opus incertum, vor der ein einfacher, 4,50 m breiter und 2,00 m tiefer Graben verlief. Die Porta praetoria (Haupttor) befand sich an der Südostseite des Lagers und war damit entgegen der römischen Gepflogenheiten nicht in Richtung des Feindes ausgerichtet. Von der Innenbebauung konnte im Latus dextrum (rechte Lagerseite) das Praetorium (Wohnhaus des Kommandanten) teilweise erforscht werden. Als Besatzung des Steinkastell diente die Cohors I Cannanefatium.

## Limesverlauf
Der mit Wachtürmen und Kleinkastellen ausgebaute Limes Porolissensis verläuft, von einer größeren Ausbuchtung nach Norden abgesehen, unmittelbar am Kastell vorbei. Östlich davon konnten bislang 35 verschiedene Limesbauwerke identifiziert werden.
| Nr.     | Name/Typ         | Ort                             | Beschreibung/Zustand |
| ------- | ---------------- | ------------------------------- | --- |
| A/VI/27 | Kastell Tihău    | Surduc-Tihău/Kreis Sălaj        | siehe oben |
| RO084   | Wachturm         | Ciocmani, Mănăstire             | Abgesehen vom zeitlich bedingten Zerfall ist die Turmstelle mit all ihren Elementen gut erhalten. Die Turmruine selbst hat einen annähernd rechteckigen Grundriss, der Innenraum ist versunken. Der Turmgraben ist auf allen Seiten außer auf der Südseite sichtbar. |
| RO098   | Wachturm         | Tihău, Cetate                   | Die Turmruine stellt sich im Gelände sehr flach dar, ist aber gut erhalten. An der Oberfläche sind Aschespuren zu sehen. |
| RO097   | Wachturm         | Surduc, De-asupra Văii Hrăii    | Der in den 1970er Jahren ausgegrabene und teilweise dokumentierte Turm ist heute nahezu vollständig zerstört. Es sind keine eindeutige Form oder klare Spuren an der Oberfläche sichtbar. Allerdings kann man unter dem Laub der Blätter eine gleichmäßige Schicht römischer Ziegel wahrnehmen, die wahrscheinlich von einer Dachkonstruktion stammen. |
| RO078   | Wachturm         | Șoimușeni, Din deal în jos      | Spuren der Ruine sind nur im südöstlichen Teil des Ensembles auf einer Strecke von 186 m zu sehen. Die Struktur wurde von Erdrutschen gestört. |
| RO079   | Kleinkastell     | Șoimușeni, La Cărămidă          | Die Strukturen wurde von Erdrutschen nachhaltig gestört, so dass die Ruine nur noch auf ihrer südöstlichen Seite auf einer Länge von 18 m zu sehen ist. |
| RO080   | Wachturm         | Cozla, Piatra Cozlii            | Völlig von Vegetation überwuchert. |
| RO081   | Wachturm         | Cozla, Piatra Cozlii            | Ruine von kreisförmiger Form mit einem kleinen Graben auf der südöstlichen Seite. |
| RO083   | Wachturm         | Vălișoara, Valea Rea            | Kreisförmige, völlig von Vegetation überwucherte Turmstelle. |
| RO082   | Wachturm         | Vălișoara, Valea Rea            | Ruine von kreisförmiger Form, die im Aufgehenden noch bis zu einer Höhe von 40 cm bis 50 cm erhalten ist. Die Fundstelle scheint von nicht von poströmischen Eingriffen betroffen zu sein. |
| RO113   | Wachturm         | Ortelec, Măgurița               | Die Turmstelle wurde in den 1970er Jahren archäologisch untersucht, an der Oberfläche sind noch Steine, Ziegel und Keramikfragmente sichtbar. Die erhaltene Turmruine ist bis zu einer Tiefe von 50 cm bis 60 cm erhalten. Der Graben ist nicht deutlich sichtbar. Die Turmstelle wurde durch die Waldvegetation und durch die archäologischen Eingriffe zu zehn Prozent zerstört. Der Turm mit seinem rechteckigen Grundriss hat einen Durchmesser von neun Meter, der Graben ist zwei Meter breit. |
| RO096   | Wachturm         | Cliț, Fața Chicerii             | Durch Waldvegetation und Erosion teilweise zerstört, hat die Ruine die Form einer abgeflachten Kuppel, in deren Mitte ein Graben zu sehen ist, der den Turm visuell halbiert. |
| RO095   | Wachturm         | Preluci, Holm / Volm            | Von dem vollständig erhaltenen Turm wurde nur durch Straßenbau der den Turm umgebende Graben gestört. An der Oberfläche des Komplexes befinden sich keine Steine, aber eine große Menge an gebranntem Ton. Es war wahrscheinlich ein hölzerner Turm, der durch einen möglicherweise noch in der Nähe zu suchenden Steinturm ersetzt wurde. |
| RO094   | Wachturm         | Preluci, Hornicior              | 20 % der erhaltenen Ruinen wurden durch eine moderne Waldstraße, zerstört ohne dass zuvor eine Dokumentation angefertigt wurde. Die Ruine ist kaum wahrnehmbar, lediglich auf der Südseite des Turms kann ein Graben beobachtet werden, dessen Breite ungefähr anderthalb Meter beträgt. |
| RO093   | Wachturm         | Lozna, Curmăturița              | Weitestgehend von Raubgräbern zerstört und vollständig von Vegetation bedeckt. Die Strukturen könnten noch sichtbar werden, wenn die Vegetation entfernt würde. |
| RO092   | Wachturm         | Lozna, Curmăturăță              | Zu großen Teilen ohne vorherige Dokumentation zerstört, aber die Form des Turms ist noch von allen Seiten sichtbar, jedoch der umlaufende Graben nicht mehr überall erkennbar. Der westliche Teil des Turms wurde vom Wurzelwerk der Bäume zerstört. |
| RO091   | Wachturm         | Valea Leșului, Țiclău           | In großen Teilen (60 %) durch den Bau einer Straße, die mitten durch die Turmstelle führt, ohne vorherige Dokumentation zerstört. Es finden sich Sandsteinstücke, die rund um den Turm verstreut sind. Auch der Graben kann an einigen Stellen noch beobachtet werden. |
| RO090   | Wachturm         | Cormeniș, Picioarele Andreichii | Die erhaltenen Ruine des Turms befindet sich in einem sehr guten Zustand. Sie ist an der Oberfläche als kreisförmige Form wahrnehmbar. Auf der westlichen Seite ist ein gut erhaltener Eingang erkennbar, der Graben ist durchgängig vollständig erhalten. Auf der östlichen Seite scheinen sich Nebengebäuden zu befinden. |
| RO088   | Wachturm         | Negreni, Poiana La Arbore       | Die Turmstelle wurde zu großen Teilen ohne vorherige Dokumentierung zerstört. Die noch erhaltene Struktur ist sehr flach. Der Turmgraben ist auf der Süd- und Ostseite mit viel Mühe sichtbar. Eine alte Forststraße durchschneidet die Turmstruktur und drückt die Westseite des Turms ein. Im südlichen Teil der Ruine gibt es einen weiteren Eingriff in Form eines Grabens, der höchstwahrscheinlich bei den früheren archäologischen Untersuchungen entstanden ist.                             |
| RO085   | Wachturm         | Rogna, La Bontauă               | Steinturm in der Technik des Opus incertum. Der Graben ist kaum sichtbar. Die Turmstruktur wurde von Vegetation überwuchert. Die Mauerstärke des Turms beläuft sich auf 70 cm. Der Turm wurde vollständig ausgegraben, aber bisher noch nicht publiziert. |
| RO086   | Kleinkastell     | Podișu, Podișu                  | Die Turmstelle wurde in den 1970er Jahren archäologisch untersucht. Innerhalb eines Dorfes gelegen, wurde eines der Häuser über der südöstlichen Ecke des Kastells errichtet. Die restlichen Teile befinden sich im Hinterhof dieses Hauses. 70 % des Kastellbereiches sind durch permanentes Pflügen gefährdet. |
| RO076   | Wachturm         | Ileanda, La Căsoi               | 30 % der erhaltenen, stark abgeflachten Ruine wurde ohne vorherige Dokumentation durch die Anbringung eines topographischen Wahrzeichens zerstört. |
| RO075   | Wachturm         | Ileanda, Coama Pietrar          | Die kreisförmige Turmruine ist im Aufgehenden bis zu einer Höhe von 80 cm bis 90 m erhalten. Die Mauer besteht aus lokalem Kalkstein und Tuffstein. Der Graben ist bis auf die Westseite vollständig erhalten. Seine Breite beträgt etwa zwei Meter. Natürliche Erosion und alte, nicht dokumentierte Ausgrabungen haben den Zustand der Fundstelle negativ beeinträchtigt. |
| RO074   | Wachturm         | Ileanda                         | Nur noch als flacher Hügel wahrnehmbare Strukturen. |
| RO073   | Wachturm         | Glod, Toaca Glodului            | 40 % der erhaltenen Ruinen wurden durch Steinraub zerstört. Die Ruine ist aufgrund dieser Eingriffe nur noch auf der Südseite in Form eines Hufeisens erhalten, der Wall auf der Nord-, West- und Ostseite. Die Mauerung des Aufgehenden bestand aus lokalem Kalkstein. An der Oberfläche sind Ziegelsteine und gebrannter Lehm wahrnehmbar. |
| RO043   | Wachturm         | Bârsău Mare, La Cetățea         | Die Turmstelle wurde Ende der 1960er Jahre ausgegraben. Einige Teile der Mauer beziehungsweise deren Fundamente und der Graben sind noch sichtbar. Ansonsten wurde der Turmstelle durch Steinraub und die Ausgrabungen schwerer Schaden zugefügt. |
| RO072   | Wachturm         | Bârsău Mare, La Cetățea         | Die natürlichen Zerstörungen und alten Ausgrabungen (ohne Dokumentierung) haben die Authentizität der römischen Bauten beeinträchtigt. Die Ruine besitzt die Form eines Hufeisens. Die Nordseite des Walls ist relativ gut erhalten, während nur wenige Spuren des Grabens zu erkennen sind. |
| RO070   | Wachturm         | Gâlgău, Casa Popii/Poianu       | Zerstört durch einen Graben, der durch die Ruine läuft. Dadurch, sowie durch alte, nicht dokumentierte Ausgrabungen wurde die Turmstelle deutlich beeinträchtigt. |
| RO068   | Wachturm         | Căpâlna, Casa Popii             | Der Ruinenhügel ist noch bis zu einer Höhe von 1,20 m erhalten, ebenso ein großer Teil des aufgehenden Mauerwerks. Durch ältere, nicht dokumentierte Ausgrabungen kam es jedoch zu gewissen Beeinträchtigungen des Befundes. |
| RO067   | Wachturm         | Căpâlna, Dâmbul lui Golaș       | Der zwei Meter breite Graben und der anderthalb Meter hohe Wall um die abgeflachte Turmruine sind noch gut erhalten. Durch natürliche Erosion kam es allerdings zu gewissen Beeinträchtigungen der Strukturen. |
| RO069   | Wachturm         | Căpâlna, Casa Urieșilor         | Die Turmruine zeigt sich im Gelände als abgeflachter Hügel. Der Graben ist auf allen Seiten des Turms sichtbar. Die Strukturen sind von einem Waldstraßengraben und weiteren Eingriffen gestört. Ebenfalls haben ältere, nicht dokumentierte Ausgrabungen die Befunde beschädigt. |
| RO066   | Wachturm         | Căpâlnă, Hotroapă               | Die Turmstelle wurde in den 1970er Jahren archäologisch erforscht, wobei gewisse Störungen des Befundes erfolgten, blieb jedoch unpubliziert. |
| RO065   | Wachturm         | Muncel, Comoruță                | Die Ruine ist stark abgeflacht und scheint einen kreisförmigen Grundriss zu besitzen. |
| RO064   | Wachturm         | Fălcușa, Muchia Poienii Lupului | Der Ruinenhügel ist extrem abgeflacht. Um den Turm herum ist noch ein kleiner Graben wahrnehmbar. |
| RO063   | Kleinkastell (?) | Fălcușa, Vârful Țîglii          | Durch natürliche Prozesse (eine Anzahl Büsche hat etwa 30 % der Wallstruktur zerstört) wurden die Strukturen der Turmstelle beschädigt. Aufgrund der üppigen Vegetation ist im Gelände nur sehr sehr wenig zu sehen. |
| RO061   | Wachturm         | Chiuești, Dealul Crucii         | Die Ruine hat eine kreisförmige Form. Im Norden, Westen und Süden ist der Graben des Turms mit einer Breite von etwa vier Metern noch sichtbar. Der einzige poströmische Eingriff besteht aus einer mittelalterlichen Steinstruktur inmitten des Turms. |
| RO062   | Wachturm         | Chiuești, Dealul lui Mihai      | Der gut erhaltene Turm weist kreisförmige Ruinen auf. Der 0,7 m hohe Wall ist genauso wenig gestört wie der begleitende, bis zu drei Metern breite Graben. |
| A/VI/28 | Kastell Cășeiu   | Cășeiu                          | siehe Hauptartikel Kastell Cășeiu |

## Fundverbleib und Denkmalschutz
Die Aufbewahrung der archäologischen Funde erfolgt im Muzeul Judecean de Istoric si Artă (Kreismuseum für Geschichte und Kunst) in Zalău.
Die gesamte archäologische Stätte und im Speziellen das Kastell stehen nach dem 2001 verabschiedeten Gesetz Nr. 422/2001 als historische Denkmäler unter Schutz und sind mit dem LMI-Code SJ-I-s-A-04971 in der nationalen Liste der historischen Monumente (Lista Monumentelor Istorice) eingetragen. Zuständig ist das Ministerium für Kultur und nationales Erbe (Ministerul Culturii şi Patrimoniului Naţional), insbesondere das Generaldirektorat für nationales Kulturerbe, die Abteilung für bildende Kunst sowie die Nationale Kommission für historische Denkmäler sowie weitere, dem Ministerium untergeordnete Institutionen. Ungenehmigte Ausgrabungen sowie die Ausfuhr von antiken Gegenständen sind in Rumänien verboten.